# Cabal (hund)
Cabal (latinskt namn; stavas ibland Caval, Cavall eller Cafal) var Kung Arturs hund, som bland annat omnämns i Historia Brittonum. Han är mest känd för att i samband med jakt på vildsvinet Troynt ha satt ett tassavtryck på en sten, som ligger överst på en stenhög som kallas för Carn Cabal.